# Gastronomía de Bielorrusia
La cocina bielorrusa comparte muchas similitudes con las cocinas de otros países de Europa oriental, central y nororiental, las cuales están basadas principalmente en carne y diversas verduras típicas de la región. Al mismo tiempo, elementos de la cocina tradicional bielorrusa han influido en la cocina de los vecinos.  
Un rasgo característico de la cocina nacional bielorrusa es el uso de métodos de cocción térmica de productos como hornear, hervir, hervir a fuego lento y guisar; la cocina bielorrusa se caracteriza por el uso de utensilios de arcilla (cerámica). 

## Historia
Una de las primeras memorias escritas sobre comida más típica de Bielorrusia data de 1289, cuando el príncipe de Volinia Mstislav Danilovich impuso a los habitantes de Biareście un tributo. Residentes de Biareście tuvieron que dar miel, ovejas, panes, avena, centeno, pollos.

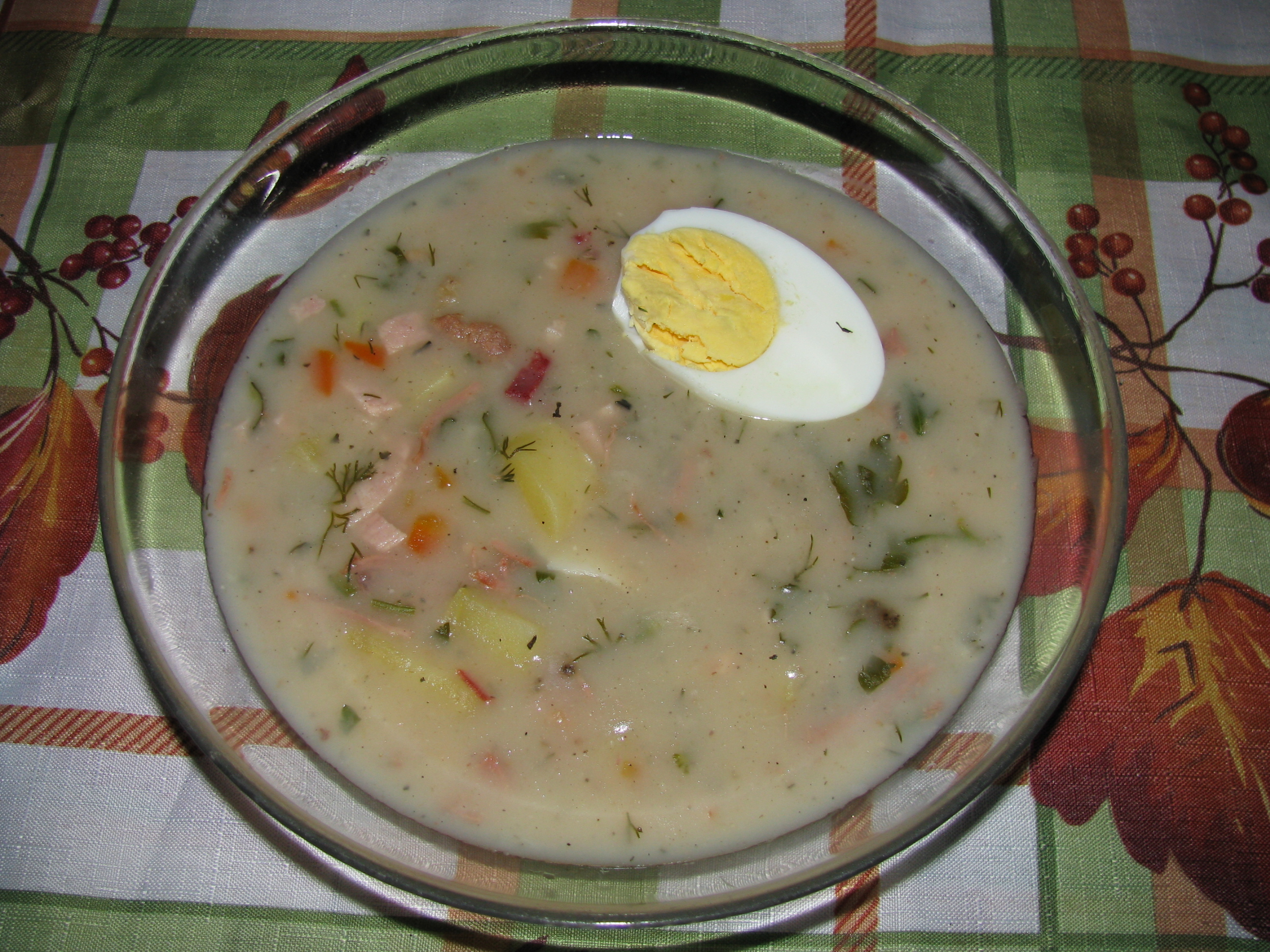
Zhur (жур), una sopa hecha de avena fermentada.

La cocina tradicional bielorrusa es similar a la cocina lituana. Durante los siglos XIII - XIX la cocina bielorrusa estuvo influenciada por la cocina polaca y la cocina alemana, así como por las cocinas de las minorías nacionales de Bielorrusia: judíos y tártaros. En menor grado la gastronomía bielorrusa tuvo influencia por gastronomía francesa, italiana, húngara e inglesa. La cocina rusa del siglo XIX ejerce la mayor influencia.

### El Gran Ducado de Lituania
La interpenetración de la cultura material de bielorrusos y lituanos, especialmente en el ámbito gastronómico, comenzó con el establecimiento del poder del Principado de Pólatsk sobre Lituania (siglo XI) y se manifestó claramente en la era del Gran Ducado de Lituania. Desde la antigüedad, la base de la agricultura de los antepasados de los bielorrusos y lituanos modernos era la producción de granos. El alimento principal era el pan de centeno, a menudo con la adición de cebada, trigo, alforfón y avena. Los productos de harina de trigo (pasteles, blinís) se horneaban principalmente en días festivos. Una fuente importante de proteínas fueron las legumbres: habas, guisantes, lentejas, frijoles (del siglo XVIII). Los hongos (salados, secos, en polvo) se usaron como una adición aromática y aromatizante necesaria para sopas, salsas, platos de carne y pescado, estacionalmente como un plato independiente. Las papas aparecieron en el primer tercio del siglo XVIII, pero comenzaron a extenderse ampliamente en los últimos años del Gran Ducado de Lituania.
De los productos dulces se usaba generalmente la miel. El azúcar de caña comenzó a importarse en el siglo XVI desde Europa occidental y del Imperio Otomano, era mucho más caro que la miel e inaccesible para la gran mayoría de la gente. Los campesinos usaban como postres кулага (gacha de harina de centeno y malta o bayas frescas, con la adición de miel), саладуха (plato parecido a кулага, pero se prepara sin adición de las bayas), мурза (mermelada de arándanos sin azúcar).

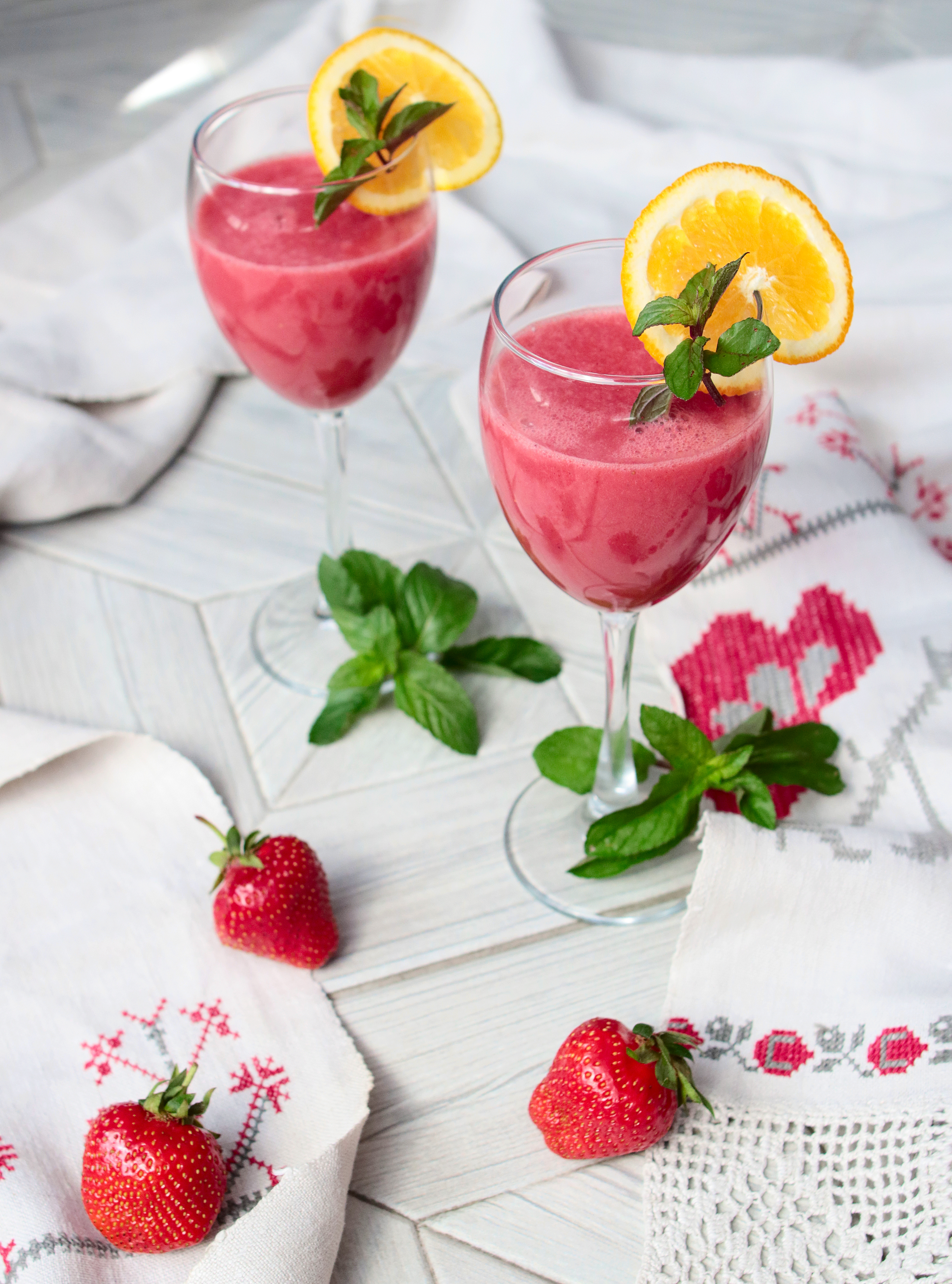
Kulaga moderna

Mucha información sobre la alimentación en los siglos XVI-XVII hay en los registros con descripciones detalladas de la propiedad de los terratenientes. Según estos registros los terratenientes ricos tuvieron en sus bodegas carne, manteca, jamones, salchichas, gansos secos, sebo, panza de cerdo, quesos, mantequilla. Para los días de ayuno tuvieron el pescado. Como condimentos usaban pimienta, canela, clavo, cardamomo, jengibre, azafrán, mostaza, laurel, almendras, comino, anís.
Hasta el siglo XVI, la dieta de la nobleza, burgueses y campesinos era muy similar, solo difería en calidad y regularidad. No obstante, con el desarrollo de las relaciones comerciales con los países de Europa occidental, la nobleza y habitantes ricos de la ciudad empezaron a consumir más productos importados, vinos extranjeros caros, intentaron contratar a un chef extranjero para cocinar diferentes platos delicados. 
Característica importante de la preparación de muchos platos de la cocina bielorrusa es la cocción larga de platos. Esto se debe al hecho de que los campesinos no tuvieron tiempo para estar junto a la estufa todo el día. Al salir de casa, las amas de casa pusieron simultáneamente todos los componentes del plato en una olla de barro o en una olla de hierro fundido, y los llenaron con agua casi hasta la parte superior. A medida que el horno se enfriaba lentamente, el calor utilizado para calentar disminuía gradualmente. Por lo tanto, el plato estaba cocinando muy lentamente, gradualmente, a veces durante todo el día. La cocina bielorrusa moderna en la mayoría de los casos utiliza fuentes de calor con temperaturas crecientes, no decrecientes. Como resultado, algunos platos tradicionales en el pasado se volvieron raros, por ejemplo, sopas espesas.

### Imperio Ruso
En las primeras décadas después de la anexión de la parte oriental del Gran Ducado de Lituania al Imperio Ruso en 1772, la estructura alimentaria de la mayoría de la población se mantuvo casi sin cambios. Los cambios significativos en la cultura gastronómica de Bielorrusia comenzaron después del fracaso del Levantamiento de Noviembre en 1831, después de lo cual los lazos con Europa occidental fueron severamente limitados, y el gobierno ruso comenzó a aplicar una política de integración más profunda de las provincias occidentales en el espacio económico y cultural del Imperio.
La influencia de la cocina rusa se sintió inicialmente en los estratos superiores de la sociedad, ya que los campesinos estaban casi aislados de la administración estatal. Algunos platos rusos estaban en el menú de la nobleza local a través de la moda internacional (la ternera Strogonoff, coulibiac y otros). El té, como los samovares, comenzó a extenderse en masa en la década de 1830 también bajo la influencia rusa. Desde finales del siglo XIX a través de la escuela, el ejército y la administración estatal, esta influencia dio forma casi monopólica a los gustos de la gran mayoría de la población del país.
El desarrollo rápido del cultivo de la papa desde la década de 1830 ha reducido la gravedad del problema de la desnutrición. Los platos de papa gradualmente comenzaron a ser una parte importante de la alimentación del campesinado, aunque la mayoría de ellos fueron tomados de la cocina alemana con la participación de la cocina judía.
A finales del siglo XIX y comienzos del siglo XX, comenzaron a aparecer los primeros restaurantes, generalmente en grandes hoteles. Los restaurantes contribuyeron a la difusión de la cocina europea y la cocina de los pueblos del Imperio ruso en Bielorrusia. Las tradiciones culinarias locales generalmente se ignoraban. El menú del pueblo de Bielorrusia se fue unificando gradualmente con el de toda Rusia.

### Unión Soviética
Los cataclismos sociales asociados con las secuelas de la Primera Guerra Mundial y las revoluciones en Rusia llevaron a la degradación de toda la economía, incluido el comercio, que a su vez afectó la conservación del sistema alimentario tradicional hasta que fue completamente destruido por la modernización soviética en la década de 1930. La Primera Guerra Mundial de 1914-1918 y la revolución de 1917 consolidaron algunas tendencias en nutrición que fueron tangibles aún más. Cientos de miles de personas que vivían permanentemente en un solo lugar se vieron obligados a mudarse. 
En el territorio de Bielorrusia aparecieron masas de personas de otras regiones y países: ejércitos rusos (más de 1,5 millones de personas) y alemanes (aproximadamente 1 millón de personas). Al mismo tiempo, alrededor de dos millones de bielorrusos se convirtieron en refugiados y se encontraron en las profundidades de Rusia. Una de las manifestaciones de este proceso fue el conocimiento de los bielorrusos con los pelmeni siberianos.
La expansión del sistema soviético de la restauración colectiva dictó la minimización y simplificación del menú y de la tecnología de cocción. En los años 1920-1930 fueron comunes las fábricas-cocinas. Su objetivo principal era la preparación centralizada de alimentos (tanto prefabricación como procesamiento completo) suministrados para comedores comunes o para las compras personales. 
La fábrica-cocina más grande de la República Socialista Soviética de Bielorrusia comenzó a operar en Minsk a fines de 1934. El surtido de platos fue bastante diverso, pero la comida no siempre fue de buena calidad. Según los resultados del análisis de los platos hecho en el otoño de 1935, solo 38 de 57 platos consideraron condicionalmente aptos para la alimentación, y 14 no eran aptos para el consumo.
A fines de los años 1960 apareció una tendencia de interés en las tradiciones y cocinas nacionales. En el menú de los restaurantes se ampliaron los nuevos platos, en primer lugar, de las cocinas que lograron mantener la originalidad, generalmente de Transcaucasia y Asia Central. Así pues, comenzó el proceso de desarrollo y codificación de la nueva cocina nacional bielorrusa. Como el "estándar" de la cocina nacional fue tomado el patrimonio etnográfico del campesinado, grabado durante la desintegración de su estilo de vida tradicional. También durante las décadas de 1960 y 1970, tuvo lugar la "canonización" de las papas como base de la alimentación bielorrusa.
Los cambios fundamentales en la cocina bielorrusa que tuvieron lugar durante el siglo XX fueron los siguientes:
- uso amplio de harina de trigo, anteriormente solo se horneaban panecillos o pasteles festivos con harina de trigo;
- la costumbre de freír pescado se extendió, ya que tradicionalmente en Bielorrusia habrían horneado o secado un pescado;[4]
- en la dieta de los bielorrusos aparecieron las gachas y sopas con arroz, tales como las gachas de farina. Gachas de un plato principal se convirtieron a la guarnición;[6]
- bajo la influencia del sistema de la restauración colectiva en el menú familiar aparecieron los platos tradicionales de otros pueblos de la URSS, como sopa georgiana kharcho, plov uzbeko, y los platos universales de carne, como albóndigas (en bielorruso, тэфтэлі), schnitzel, etc.[6]

### Bielorrusia moderna
Las papas tienen un lugar importante en la dieta de bielorrusos modernos. Según una comparación de 154 países en 2017, Bielorrusia ocupó el puesto más alto en consumo de papa per cápita con 178 kg, seguido de Ucrania y Letonia.
Las sopas populares son ujá, borsch, sopa de setas y sopa de guisantes. En verano comen a menudo jaladnik, una sopa fría de remolacha o de acedera.
El uso de masas picadas de carne, pescado o papas es una característica distintiva de la cocina nacional.
Tanto anterior como actualmente es popular el salo (en bielorruso, сала).  Para salar salo se usa sal, ajo, pimienta negra y a veces cilantro. El salo finamente rebanado con el pan de centeno frotado con ajo es un aperitivo tradicional en Bielorrusia.

## Ingredientes

### Verduras

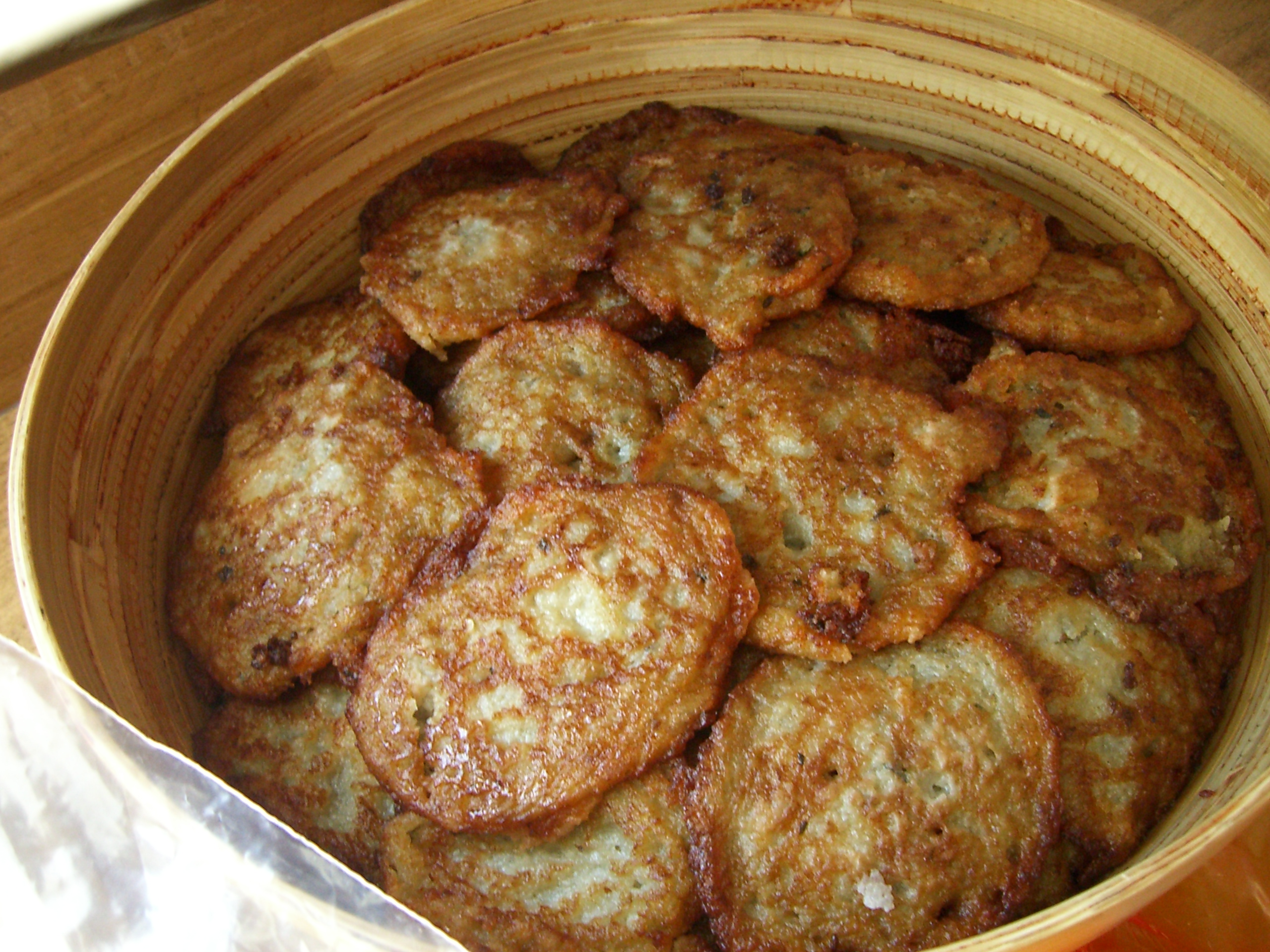
Draniki

El vegetal principal durante muchos siglos ha sido el repollo, que se usa para sopas y platos principales. Se prepara el chukrut (en bielorruso, квашаная капуста). Los vegetales populares son remolacha y zanahoria. Las papas merecen una mención especial: habiendo aparecido en Bielorrusia en el siglo XVIII, han enriquecido la cocina nacional y se han convertido en la base de muchos platos bielorrusos. Estos son draniki (en bielorruso, дранікі), kalduny (калдуны), babka (бабка, un plato de papas ralladas horneadas al horno con tocino frito, carne y cebolla), kliotzki (клёцки), kishka (кішка).

### Carnes

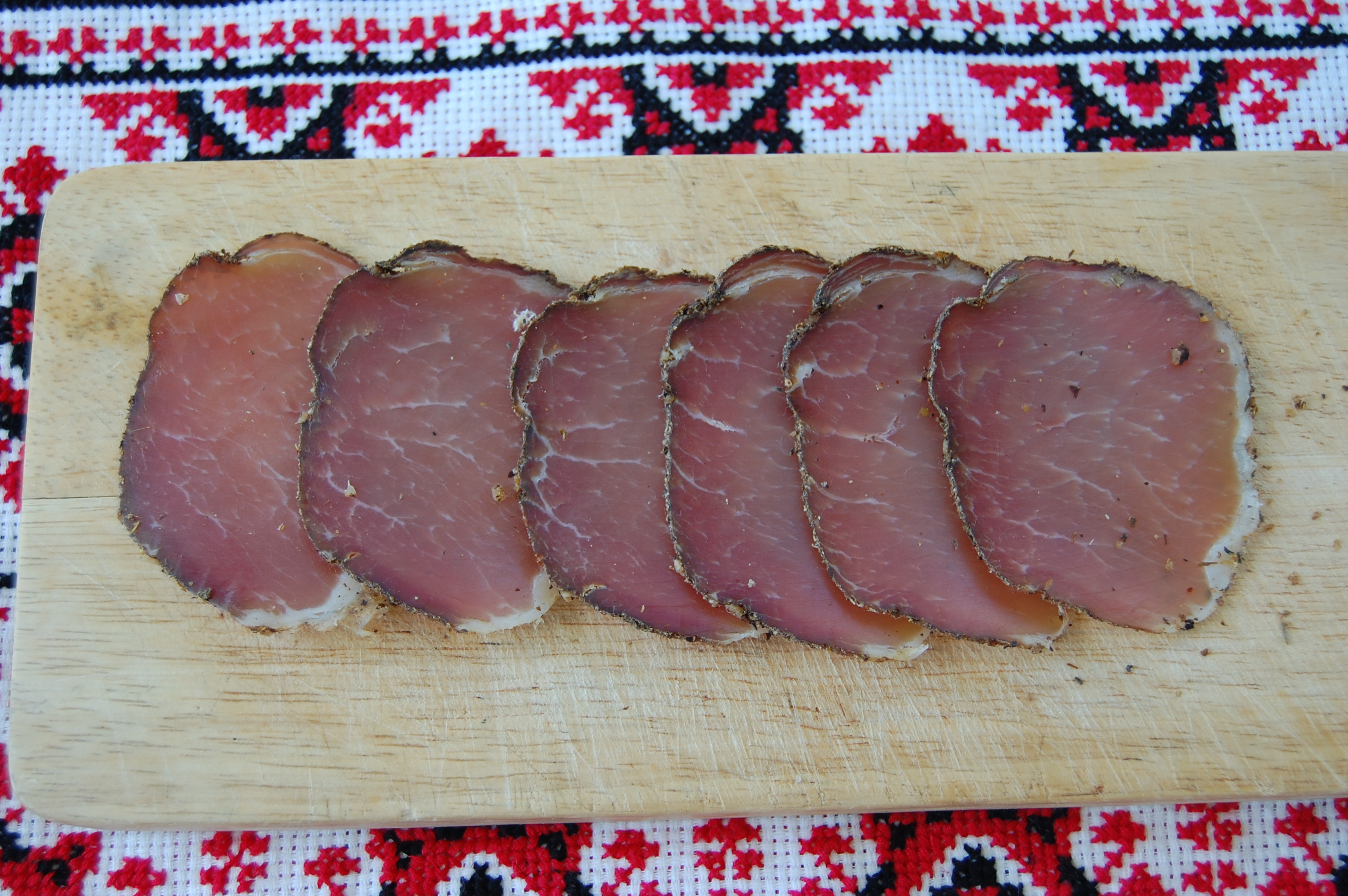
Palyandvitsa (carne seca con especias) en rodajas

Durante muchos siglos, los bielorrusos comieron una cantidad limitada de carne, generalmente en los días festivos, sobre todo en invierno. Pero, con el tiempo la dieta de la carne se expandió. Los más populares fueron: cerdo, cordero, carne de vaca, aves de corral (pollos, patos, gansos, pavos), carne de caza (alces, corzos, jabalíes, castores). Ahora los bielorrusos comen mucha carne de cerdo, que es la carne principal, carne de res y actualmente muy poco cordero. El pollo es popular, mientras que el ganso, el pato y el pavo se preparan con menos frecuencia. 

### Pescados
En la cocina bielorrusa hay muchos platos de pescado, generalmente de río (tenca, esturión, lucio, lucioperca, brema, anguila, trucha, perca, carpa). Con pescado preparan la sopa, se salan y ahuman el pescado.

## Bebidas

### Kvas
El tipo de kvas más común y popular es el kvas de pan, que tradicionalmente se elabora fermentando harina y malta. La producción industrial del kvas en el territorio de Bielorrusia comenzó en el año 1920, pero hasta ese momento el kvas fue preparado hace muchísimos años. Se hace el kvas de savia de abedul, de bayas silvestres como arándano rojo y arándano palustre. Tradicionalmente prepararon el kvas de setas (fue usado como base para sopas), de remolachas, de manzanos y de peras. Además, el de remolachas sirvió como base tanto para refrescos como para sopas.

### Uzvar
Uzvar es una bebida dulce hecha de gran cantidad de frutas secas, en la versión tradicional, de peras y manzanas secas. El azúcar o la miel no se agregan, porque hay suficiente fructosa y sacarosa naturales en los ingredientes principales.

### Savia de abedul
La savia de abedul (en bielorruso: бярозавік, бэрка) se cosecha a principios de la primavera, la temporada dura aproximadamente desde mediados de marzo hasta mediados de abril, hasta que se abren los brotes. Se puede beber la savia fresca o hacer el kvas. En verano el kvas de savia de abedul se usaba para hacer sopas frías.

### Kissel
Kissel (en bielorruso: кісель) es un plato tradicional de los eslavos orientales, que se preparó tanto en la vida cotidiana como en los días festivos, incluso al honrar a sus antepasados. Tradicionalmente fue cocinado con harina de avena, luego almidón. Algunas amas de casa hicieron kissel de avena tan espeso que podría cortarse con un cuchillo. Hoy en día es común kissel dulce a base de jugos de bayas, bayas frescas o secas con almidón de papa. Dependiendo de la densidad se usa como postre independiente o como bebida.  